# Brooklyn (groupe)
Pour les articles homonymes, voir Brooklyn (homonymie).
Brooklyn est un groupe de rock, originaire de Paris. Formé en 2005 et séparé en 2010, il était composé de Ben Ellis, Jane Lane, Bertrand Lacombe et Léo Colson.
Les influences musicales du groupe sont variées, alliant mélodies pop des années 60 et force et vigueur du rock. Cet équilibre « mélodico-énergique » fait partie inhérente du caractère de Brooklyn

## Biographie

### Formation et débuts (2004—2006)
Les deux membres fondateurs du groupe sont Ben Ellis et Jane Lane, ils se sont rencontrés en 2004 à l'ISTS (Institut Supérieur des Techniques du Son) à Paris où ils fréquentent alors la même classe. C'est en 2005 avec la rencontre de Léo Colson, un soir dans les caves du Bar III à Saint-Germain-des-Prés, que le groupe alors jeune trio, démarre concrètement son activité. Les trois membres ont des influences musicales différentes et multiples mais ont en commun le goût pour les mélodies et la créativité des Beatles, des Kinks ou de Big Star et l'énergie électrique de Supergrass ou des Strokes. Après un premier concert à La Locomotive à Paris le 25 septembre 2005, les dates s’enchaînent, notamment en Angleterre avec des dates dans des salles comme le 93 Feet East à Londres.
En 2006, ils assurent la première partie du groupe anglais The Kooks au Nouveau Casino à Paris avant d'enchaîner des concerts dans toute la France et en Angleterre. C'est également cette année qu'ils se lient d'amitié avec les liverpuldiens The Wombats avec qui ils tourneront régulièrement. Avec l'arrivée de Josselin Bordat à la guitare, la formation devient un quatuor et ils enregistrent deux titres (Clandestine et Heart Lies) avec le producteur et musicien Yarol Poupaud, qui paraissent sur la compilation Paris Calling (Bonus Tracks Records/Because Music) pour laquelle un concert est donné à La Cigale à Paris, aux côtés des autres artistes de la compilation ainsi que du groupe londonien Babyshambles, invité pour l'occasion. Le guitariste Josselin Bordat quitte le groupe d'un commun accord peu de temps après. Il est remplacé par Bertrand Lacombe.

### Clandestineet séparation (2007—2010)
En 2007, après des dates anglaises à la Carling Academy de Liverpool et Carling Academy Islington à Londres avec The Wombats, le groupe joue au Showcase (sous le pont Alexandre III) à Paris avec les écossais The Cinematics puis passe en première partie de Little Man Tate à la Boule noire à Paris le 14 février. Le 23 avril, ils jouent au festival des Avant-Seine au Nouveau Casino.
Après deux années riches en concerts et rencontres, le quatuor se décide à rentrer en studio afin d'enregistrer son premier album. Ils choisissent d'investir le Studio Vega à Carpentras. C'est le producteur anglais Clive Martin (Stereophonics, Queen, David Byrne, Naive New Beaters) qui est aux manettes. L'intégralité des titres est enregistrée sur la console EMI TG12345 qui équipe le studio, Clandestine voit le jour après trois semaines de travail, mixage compris. Un mois plus tard, Johnny Borrell, chanteur du groupe anglais Razorlight, les invitent à assurer les premières parties de leurs concerts à l'Olympia à Paris, ainsi qu'à la Victoire 2 à Montpellier et à la Rock School Barbey à Bordeaux. En octobre, ils jouent pour la troisième fois au Nouveau Casino, avec le groupe Fiction Plane. Le 12 novembre, ils retournent sur la scène de la Boule noire avec les belges Puggy et font une date au mythique Korova Bar de Liverpool le 15 novembre.
L'année 2008 est une belle année pour le groupe, outre la sortie de leur album Clandestine et des passages live à la Maison de la Radio (Mouv'session, Le Fou du roi), après une date anglaise au 93 Feet East le 4 mars, ils sont invités à jouer au festival SXSW à Austin, Texas, le 13 mars et ouvrent pour The Wombats à The Annex à New-York le 17 mars. Le 14 mai marque la sortie de l'album au Japon, le groupe a signé avec le label Vinyl Junkie Recordings (Placebo, The Magic Numbers, Sebadoh, The Wombats). Le 16 mai, ils traversent à nouveau la Manche pour jouer au Great Escape Festival à Brighton. Au mois de juin, le label japonais Vinyl Junkie Recordings les invitent sur l'archipel afin d'assurer la promotion de Clandestine avec une série de concerts à Tokyo, Osaka et Yokohama. Ils feront par ailleurs la rencontre du groupe australien Operator Please également signé sur le label. Le 5 juillet, ils jouent au festival des Eurockéennes de Belfort, et sont de retour au Royaume-Uni avec une date au Barfly à Londres le 8 juillet. Le 12 juillet Clandestine sort au Royaume-Uni et en Irlande sur le label Ctrl-Alt-Del Records.
Le 29 août le quatuor est à l'affiche du festival Rock en Seine au parc de Saint-Cloud,, ils sont programmés sur la scène de l'Industrie. Le 23 septembre, ils repartent en Angleterre pour faire une date au Hope and Anchor de Londres. Le 13 octobre l'album sort finalement dans tout l'hexagone (Ctrl-Alt-Del Records/Monday) distribué par Discograph. Le 31 octobre ils assurent la première partie des BB Brunes au Zénith de Toulouse, et sont programmés au Bar en Trans à Rennes le 4 décembre.
En février 2009, la Maroquinerie à Paris est réquisitionnée pour fêter la sortie française de leur album. Le 17 mai ils participent à la première édition du festival de musique Tbilisi Open Air en Géorgie. Ils sont invités à l'émission Taratata et joue un titre live. Le 27 février un extrait du titre Lonely Days est diffusé lors de la 34e cérémonie des César. 
Après cinq années d'activité, le groupe annonce leur séparation en 2010.

## Membres
- Ben Ellis — chant, guitare
- Jane Lane — basse, chœurs
- Bertrand Lacombe — guitare, chœurs
- Léo Colson — batterie, percussions

## Discographie

### Albums studio
- 2008 : Clandestine  (14 mai au Japon chez Vinyl Junkie Recordings, 12 juillet au Royaume-Uni et en Irlande chez Ctrl-Alt-del Records/Republic of Music, Universal, 13 octobre en France chez Ctrl-Alt-Del Records, Monday, et Discograph)

### Compilations
- 2006 : Paris Calling (deux titres) (Because Music)
- 2008 : Les Corsaires du Mouv' (un titre) (MVS Records)
- 2008 : SXSW 2008 Showcasing Artists (un titre)[25]
- 2008 : Rock en Seine (un titre)
- 2009 : Republic of Music Presents... A Taste of Things to Come (un titre)
- 2009 : King Kong Kicks - 25 Indie Pop and Electro Sensations Floorfillers (un titre)

### EP
- 2008 : Volcanology / Volcanology (Talk Machine Radio Reshape) (Ctrl-Alt-Del Records)

### Jeux vidéo
- 2009 : Only changing - DrumMania V6
- 2011 : Volcanology - Saints Row: The Third[26] (THQ, Volition Inc.)

### Séries télévisées
- 2011 : Clandestine - Shameless, saison 1, Episode 12 : Father Frank, Full of Grace[27]
- 2011 : Clandestine - Shameless, saison 1, Episode 2 : Frank the Plank[28]

### Bandes originales
- 2011 : Clean - Enter Nowhere, de Jack Heller[29]